# Chmura publiczna
Chmura publiczna (ang. public cloud) – pojęcie związane z tematyką chmury obliczeniowej, odnoszące się do tworzenia środowisk obliczeń rozproszonych oraz przenoszenia danych, systemów operacyjnych lub aplikacji wymagających dużej mocy obliczeniowej na serwer.

## Definicja
Definicja chmury publicznej, jak i całości usług chmury obliczeniowej dopiero się krystalizuje, ale najważniejszym jej wyróżnikiem jest udostępnianie zasobów IT za pośrednictwem Internetu i pobieranie opłat za stopień ich wykorzystania. Klient nie ponosi nakładów inwestycyjnych z góry i nie musi obawiać się niedoszacowania ani przeszacowania swoich potrzeb. Jednocześnie specjalizacja usługodawcy oraz efekt skali powoduje, że usługi takie powinny być wyższej jakości, a koszty dla klienta niższe, niż gdyby sam utrzymywał środowisko IT.
Chmura publiczna to rodzaj usługi chmury obliczeniowej, w której infrastruktura jest własnością pojedynczej organizacji sprzedającej usługi chmurowe skierowane do ogółu społeczeństwa lub konkretnych branż.
Czasem taki model nazywa się on demand lub pay as you go – klient określa, jakie parametry go interesują i płaci dokładnie za to, co zamówił (np. daną moc obliczeniową + pewną ilość pamięci masowej o zadanej wydajności). Jeżeli jego potrzeby rosną, to „na żądanie” może zwiększyć zasoby w dzierżawionym przez siebie środowisku (np. wykupić więcej mocy obliczeniowej lub szybsze zasoby pamięci masowej) i ta dodatkowa usługa zostanie dodana natychmiast, bez potrzeby zatrzymywania pracujących aplikacji czy maszyn wirtualnych.

## Założenia chmury publicznej
W założeniach, firmy nie będą musiały utrzymywać własnej, często skomplikowanej i kosztownej infrastruktury oraz personelu do jej obsługi, a jednocześnie będą mogły podnieść elastyczność i dostępność systemów informatycznych. Zamiast osobno nabywać sprzęt i oprogramowanie, zakupią w formie usługi gotowe aplikacje (w modelu SaaS), dostosowując wydatki na IT do aktualnej sytuacji biznesowej. W efekcie będą w stanie dynamicznie zwiększać moc środowiska informatycznego i wraz z rozwojem przedsiębiorstwa zwiększać zakres używanych zasobów lub redukować w czasach słabszej koniunktury.
Zasoby IT stają się w tym modelu dostępne dla użytkowników niezależnie od miejsca dostępu i od urządzenia, z którego w danym momencie korzystają. Duże przedsiębiorstwa realizować mogą chmury obliczeniowe w postaci tzw. chmury prywatnej. Dział IT udostępnia w niej infrastrukturę i aplikacje w formie usług wewnątrz korporacji. Ideami wspierającymi budowę tego typu rozwiązań są wirtualizacja i architektura zorientowana na usługi.
Popularne oferty chmury publicznej, takie jak te od Amazon, Rackspace, Salesforce.com, Microsoft, IBM i Google konkurują ze sobą, w celu zapewnienia szerokiej gamy usług IT i aplikacji biznesowych.

## Możliwości i ograniczenia
Korzystanie z rozwiązań chmurowych niesie ze sobą pewne wyzwania i ograniczenia. Największym zagrożeniem jest bezpieczeństwo, kontrola i prywatności danych. W przypadku tradycyjnych rozwiązań przedsiębiorstwo miało nad nimi pełną kontrolę – znajdowały się one zazwyczaj na serwerach firmowych. Zaś w przypadku modelu chmurowego użytkownik nie ma wpływu na miejsce przechowywania danych.
Chmura obliczeniowa może zapewnić wydajność niemożliwą do osiągnięcia dla wielu firm czy użytkowników indywidualnych, jednak możliwości te są często ograniczone przez szybkość transmisji pomiędzy komputerem użytkownika a chmurą.